# Jósvafő
Jósvafő é um município da Hungria, situado no condado de Borsod-Abaúj-Zemplén. Tem 21,55 km² de área e sua população em 2015 foi estimada em 229 habitantes.